# Jamesonia glaziovii
Jamesonia glaziovii är en kantbräkenväxtart som först beskrevs av Carl Frederik Albert Christensen, och fick sitt nu gällande namn av Maarten J.M. Christenhusz. Jamesonia glaziovii ingår i släktet Jamesonia och familjen Pteridaceae. Inga underarter finns listade.